# Havas István (költő)
Havas István, Hlavacsek (Csárad, Bars vármegye, 1873. március 12. – Budapest, 1952. november 1.) tanító, költő és író, a Petőfi Társaság tagja.

## Életrajza
Havas István 1873. március 12-én született a Bars vármegyei Csárádon, Hlavacsek József és Szirocsek Amália fiaként. Apja szintén falusi tanító volt, 1885-ben meghalt. Az édesanya, hogy négy fiát iskoláztathassa, Lévára költözött. Havas itt tanult a gimnáziumban és segítségére volt magának és a családnak. 15 éves korában átlépett a lévai tanítóképzőbe. 1892-ben nyert tanítói oklevelet és ekkor került a Galgóczy-családhoz nevelőnek Zsélybe (Nógrád megye). Két évi nevelősködés után Ürömön (Pest megye) nyert tanítói állást. 1897-ben Hlavacsek családi nevét Havasra változtatta. 1899. február 11-én Budapesten, az Erzsébetvárosban házasságot kötött a nála négy évvel idősebb Relle Máriával, Relle János és Günther Erzsébet lányával.
Mint budapesti polgári iskolai igazgató évtizedeken át vezető szerepet vitt a főváros oktatásügyében. Pósa Lajossal írt magyar olvasókönyveit magas irodalmi színvonal jellemezte. Versei, elbeszélései mellett fordításai is ismertek. 1936-ban lefordította Lenau verseit is.
1933-ban a Petőfi Társaság főtitkára, majd 1938-ban alelnöke lett. 1938-ban megkapta a Petőfi Társaság lírai nagydíját is. Tagja volt a lengyel–magyar kapcsolatok ápolását célul tűző Magyar Mickiewicz Társaságnak is. Halálát agyi érelmeszesedés, aggkori gyengeség okozta.

## Főbb munkái

### Verseskötetei
- Útban (1895)
- Válogatott versek, (1891-1931)
- Nyírfakisasszony, (költői elbeszélés)
- Versek (Budapest, 1918)
- Városok városa (versek Budapestről, 1934)
- Kövek, virágok, emberek (1938)

### Elbeszélő munkái
- Az ivadék
- Van értelme az életnek
- Töretlen úton
- A császár óbestere
- Opálgyűrű
- Koncz Márton
- Csipkerózsák
- Magyar hegedű
- A négy szobor